# アルタミラピクチャーズ
株式会社アルタミラピクチャーズは、日本映画の企画・製作・宣伝・配給を行う独立系映画製作プロダクションである。

## 概要
大映を独立した桝井省志を中心に、映画監督の磯村一路、周防正行、当時、東京乾電池オフィス社長の小形雄二と共に映画製作プロダクションとして設立。『Shall we ダンス?』『がんばっていきまっしょい』『ウォーターボーイズ』など、数多くのヒット作品を生み出し、手掛け作品の題材に対して社会現象を引き起こした。また個性的な音楽ドキュメンタリー映画も自主製作し、宣伝、配給も手掛ける。音楽製作は、グループ会社のアルタミラミュージックが行う。
2017年には、山路ふみ子映画功労賞を受賞。

本社所在地　　　　
・東京都渋谷区

役員
　　・桝井省志 - 代表取締役/プロデューサー
　　・磯村一路 - 専務取締役/映画監督
　　・周防正行 - 専務取締役/映画監督
　　・小形雄二 - 専務取締役/プロデューサー        ファザーズコーポレーション代表取締役

プロデューサー
　　・土本貴生
　　・山川雅彦　
　　・吉野圭一

海外契約担当
　　・堀川慎太郎

製作デスク　
　　・日永尚見/周防正行担当
　　・平岡由里可/企画担当

製作経理
　　・佐藤直子

経理　　　
　　・村上光弘

## 製作作品

### 映画
- 特攻レディース 夜露死苦！
- Shall we ダンス?
- 目を閉じて抱いて
- 卓球温泉
- がんばっていきまっしょい
- ウォーターボーイズ
- 黄昏流星群　同窓会星団
- 黄昏流星群 星のレストラン
- ドッジ GO! GO!
- 諫山節考
- 船を降りたら彼女の島
- 解夏
- スウィングガールズ
- それでもボクはやってない
- 歌謡曲だよ、人生は
- ハッピーフライト
- キラー・ヴァージンロード
- 瞬 またたき
- 七つまでは神のうち
- ロボジー
- 終の信託
- バルーンリレー
- オシャレ番外地
- 舞妓はレディ
- おかあさんの木
- 鉄の子
- ハッピーウエディング
- プロデューサーズ
- サバイバルファミリー
- シンクロナイザー
- 心魔師
- ダンスウィズミー
- カツベン！
- ホテルニュームーン
- 世の中にたえて桜のなかりせば
- シコふんじゃった！(ディズニープラス配信)
- 戦争と平和 宝田明の証言
- 高野豆腐店の春
- 僕らの千年と君が死ぬまでの30日間
- 瞼の転校生

### 音楽ドキュメンタリー映画
- タカダワタル的
- ザ・ゴールデン・カップス ワン モア タイム
- 不滅の男 エンケン対日本武道館
- タカダワタル的ゼロ
- こまどり姉妹がやって来る ヤァ！ヤァ！ヤァ！
- オース! バタヤン

### バレエ映画
- ダンシング・チャップリン

## 関係する人物
- 佐々木芳野 - アルタミラピクチャーズのプロデューサー。『Shall we ダンス?』『がんばっていきまっしょい』『船を降りたら彼女の島』『ウォーターボーイズ』『解夏』などの映画に参加。2009年没[1]。
- 矢口史靖 - 映画監督。『ウォーターボーイズ』『スウィングガールズ』『ハッピーフライト』『ロボジー』監督。